# Staffan Sohlman
Staffan Alexander R:son Sohlman, född den 21 januari 1937 i Rom, död den 18 september 2017 i Stockholm, var en svensk diplomat och ämbetsman. Han var son till Rolf R:son Sohlman.
Sohlman bedrev universitetsstudier i Washington 1955–1956 och avlade filosofie kandidatexamen vid Stockholms universitet 1961. Han var anställd vid Konjunkturinstitutet 1962–1965, vid Finansdepartementet 1965–1970, vid  Utrikesdepartementet 1970–1975, 1977–1978 och 1984–1988, vid sekretariatet för framtidsstudier 1975–1977, vid Kommerskollegium 1978–1984 samt vid Riksbanken 1989. Sohlman tjänstgjorde vid Utrikesdepartementets handelsavdelning från 1989 som förhandlare och samordnare för Östeuropa och Jugoslavien. Han var ambassadör och Sveriges permanente representant vid Organisationen för ekonomiskt samarbete och utveckling (OECD) från 1991. Sohlman var ordförande för OECD:s stålkommission 1986–1988, för OECD:s kontaktgrupp med Europarådet 1992–1993 och för OECD:s varvsgrupp 1993–1995. Han var tjänsteförrättande generalsekreterare i OECD 1994. Sohlman var krigsmaterielinspektör 1995 samt generaldirektör och chef för den nya myndigheten Inspektionen för strategiska produkter 1996–2000. Han vilar i en familjegrav på Skogskyrkogården i Stockholm.